# Prefectura autónoma dai y jingpo de Dehong
Dehong (en chino, 德宏; pinyin, Déhóng) es una prefectura autónoma de la República Popular China perteneciente a la provincia de Yunnan. Limita al norte con Baoshan, al sur y oeste con Birmania y al sureste con Lincang. Dehóng se extiende 170 kilómetros de norte a sur y 122 kilómetros de oeste a este. Su área es de 11 172 km² y su población total para 2020 superó los 1,3 millones habitantes.

## Toponimia
Dehong es la transcripción fonética de la nativa lengua dai al chino [ De-Jong ]. De significa abajo, mientras Jong hace referencia al río Nu, "el lugar aguas abajo del río Nu".
Como las otras regiones autónomas, se caracteriza por estar asociada a un grupo étnico minoritario, en este caso, la etnia dai y jingpo .

## Administración
La prefectura autónoma de Dehong se divide en 2 ciudades  y 3 condados:
- ciudad Mang (芒市);
- ciudad Ruili (瑞丽市);
- condado Lianghe (梁河县);
- condado Yingjiang (盈江县);
- condado Longchuan (陇川县);

## Historia
El área fue declarada una región autónoma en 1953 y en mayo de 1956 se convirtió en una prefectura autónoma.
En Dehong se encontró un sitio de la Edad de Bronce a 200 metros de la aldea Bengqiang, Xishan Ciudad Luxi, en el valle de un río.
La prefectura de Dehóng recibe el nombre de los dos principales grupos étnicos minoritarios que viven allí: los dai y los jingpo.

## Clima
| Parámetros climáticos promedio de Dehong | Parámetros climáticos promedio de Dehong | Parámetros climáticos promedio de Dehong | Parámetros climáticos promedio de Dehong | Parámetros climáticos promedio de Dehong | Parámetros climáticos promedio de Dehong | Parámetros climáticos promedio de Dehong | Parámetros climáticos promedio de Dehong | Parámetros climáticos promedio de Dehong | Parámetros climáticos promedio de Dehong | Parámetros climáticos promedio de Dehong | Parámetros climáticos promedio de Dehong | Parámetros climáticos promedio de Dehong | Parámetros climáticos promedio de Dehong |
| Mes                                      | Ene.                                     | Feb.                                     | Mar.                                     | Abr.                                     | May.                                     | Jun.                                     | Jul.                                     | Ago.                                     | Sep.                                     | Oct.                                     | Nov.                                     | Dic.                                     | Anual                                    |
| ---------------------------------------- | ---------------------------------------- | ---------------------------------------- | ---------------------------------------- | ---------------------------------------- | ---------------------------------------- | ---------------------------------------- | ---------------------------------------- | ---------------------------------------- | ---------------------------------------- | ---------------------------------------- | ---------------------------------------- | ---------------------------------------- | ---------------------------------------- |
| Temp. máx. media (°C)                    | 13.9                                     | 16.7                                     | 20.6                                     | 25                                       | 25.6                                     | 25                                       | 25                                       | 25                                       | 22.8                                     | 20                                       | 16.7                                     | 15                                       | 20.9                                     |
| Temp. mín. media (°C)                    | 1.7                                      | 2.8                                      | 5.6                                      | 10                                       | 15                                       | 16.7                                     | 16.7                                     | 15.6                                     | 13.9                                     | 10.6                                     | 6.7                                      | 2.8                                      | 9.8                                      |
| Precipitación total (mm)                 | 15.2                                     | 20.3                                     | 20.3                                     | 38.1                                     | 99.1                                     | 177.8                                    | 185.4                                    | 170.2                                    | 114.3                                    | 68.6                                     | 35.6                                     | 15.2                                     | 960.1                                    |
| Fuente: Weatherbase                      |                                          |                                          |                                          |                                          |                                          |                                          |                                          |                                          |                                          |                                          |                                          |                                          |                                          |